# Diana García
García  Orrego est un nom espagnol. Le premier nom de famille, en général paternel, est García ; le second, en général maternel, souvent omis, est Orrego.
Diana María García Orrego, née à Barbosa (département d'Antioquia) le 17 mars 1982, est une coureuse cycliste colombienne, spécialiste de la piste.

## Repères biographiques
Diana García se distingue par le nombre impressionnant de médailles récoltées dans les différentes compétitions continentales auxquelles elle a participé. La plus fameuse est sans doute son titre aux Jeux panaméricains de 2007. Elle a été pensionnaire au Centre mondial du cyclisme d'Aigle en Suisse d'août 2007 à mars 2008.
Par contre, malgré dix participations aux championnats du monde de cyclisme sur piste, elle ne peut présenter qu'une cinquième place en keirin, à Bordeaux en 2006, comme meilleure performance au niveau mondial.
Elle arrête la compétition en 2019 pour devenir entraineuse de cyclisme sur piste. En 2022, elle est engagée par le comité paralympique colombien pour devenir entraineuse de cyclisme handisport. En 2023, aux côtés de Jaime Ramírez, elle dirige la sélection colombienne aux championnats du monde de Glasgow.

## Palmarès

### Jeux olympiques
- Londres 2012
  - 7e de la vitesse par équipes (avec Juliana Gaviria)

### Championnats du monde
| Quatre participations. - Bordeaux 2006 : 17e. - Palma de Majorque 2007 : 18e. - Manchester 2008 : 14e. - Pruszków 2009 : 18e. | Sept participations. - Stuttgart 2003 : huitième (éliminée au deuxième tour). - Melbourne 2004 : 12e (éliminée au repêchage du premier tour). - Bordeaux 2006 : cinquième. - Palma de Majorque 2007 : éliminée au repêchage du premier tour. - Manchester 2008 : huitième. - Pruszków 2009 : 19e (éliminée au repêchage du premier tour). - Apeldoorn 2011 : 17e (éliminée au repêchage du premier tour). |

| Six participations. - Bordeaux 2006 : éliminée en 1/16e de finale. - Palma de Majorque 2007 : 19e (éliminée en 1/16e de finale). - Manchester 2008 : 23e (éliminée en 1/16e de finale). - Pruszków 2009 : 23e (éliminée en 1/16e de finale). - Cali 2014 : 20e (éliminée en 1/16e de finale). - Saint-Quentin-en-Yvelines 2015 : 25e (éliminée en qualifications). | Trois participations. - Apeldoorn 2011 : 11e temps des participantes avec Juliana Gaviria (éliminée au tour qualificatif). - Melbourne 2012 : 12e temps des participantes avec Juliana Gaviria (éliminée au tour qualificatif). - Cali 2014 : 7e temps des participantes avec Juliana Gaviria (éliminée au tour qualificatif). |

#### Omnium
Une participation.
- Melbourne 2012 : 23e[33].

### Coupe du monde
- Coupe du monde 2003
  - 3e du keirin à Le Cap
- Coupe du monde 2008-2009
  - 2e du keirin à Manchester
- Coupe du monde 2009-2010
  - 3e du keirin à Cali

### Championnats panaméricains
| Sept participations. - Medellín 2001 : troisième de la compétition. - Tinaquillo 2004 : troisième de la compétition. - São Paulo 2006 : troisième de la compétition. - Valencia 2007 : deuxième de la compétition. - Montevideo 2008 : vainqueur de la compétition. - México 2009 : deuxième de la compétition. - Aguascalientes 2010 : quatrième de la compétition. | Neuf participations. - Tinaquillo 2004 : vainqueur de la compétition. - Mar del Plata 2005 : troisième de la compétition. - São Paulo 2006 : troisième de la compétition. - Valencia 2007 : quatrième de la compétition. - Montevideo 2008 : vainqueur de la compétition. - México 2009 : deuxième de la compétition. - Aguascalientes 2010 : troisième de la compétition. - Medellín 2011 : cinquième de la compétition. - Aguascalientes 2014 : quatrième de la compétition. |

| Dix participations. - Medellín 2001 : troisième de la compétition. - Tinaquillo 2004 : troisième de la compétition. - Mar del Plata 2005 : vainqueur de la compétition. - São Paulo 2006 : vainqueur de la compétition. - Valencia 2007 : troisième de la compétition. - Montevideo 2008 : vainqueur de la compétition. - México 2009 : deuxième de la compétition. - Aguascalientes 2010 : deuxième de la compétition. - Mar del Plata 2012 : huitième de la compétition (éliminée en quarts de finale). - Aguascalientes 2014 : neuvième de la compétition (éliminée au repêchage des 1/8e de finale). - Cochabamba 2019 : onzième de la compétition. | Sept participations. - Montevideo 2008 : vainqueur de la compétition. - México 2009 : vainqueur de la compétition. - Aguascalientes 2010 : deuxième de la compétition. - Medellín 2011 : vainqueur de la compétition. - Mar del Plata 2012 : troisième de la compétition. - Aguascalientes 2014 : vainqueur de la compétition. - Cochabamba 2019 : troisième de la compétition. |

| Une participation. - Cochabamba 2019 : quatrième de la compétition (avec Erika Botero, Lina Rojas et Marcela Hernández). | Une participation. - Montevideo 2008 : quatrième de la compétition. |  |

### Jeux panaméricains
| Deux participations. - Saint-Domingue 2003 : quatrième de la compétition. - Guadalajara 2011 : sixième de la compétition. | Trois participations. - Saint-Domingue 2003 : quatrième de la compétition. - Rio de Janeiro 2007 : vainqueur de la compétition. - Guadalajara 2011 : troisième de la compétition. |

| Deux participations. - Guadalajara 2011 : deuxième de la compétition. - Toronto 2015 : troisième de la compétition. | Une participation. - Saint-Domingue 2003 : quatrième de la compétition. |

| - Mar del Plata 2006 - Médaillée d'argent de la vitesse individuelle - Médaillée d'argent du 500 mètres - Médaillée d'argent du keirin - Medellín 2010 - Médaillée d'or de la vitesse individuelle - Médaillée d'or de la vitesse par équipes - Médaillée d'or du 500 mètres - Médaillée d'or du keirin - Santiago 2014 - Médaillée d'argent de la vitesse par équipes - Médaillée de bronze du keirin - Médaillée de bronze de la vitesse individuelle - Cochabamba 2018 - Médaillée d'or de la vitesse par équipes - Médaillée d'argent du keirin - Trujillo 2013 (es) - Médaillée d'or de la vitesse par équipes (avec Juliana Gaviria). - Médaillée d'argent du 500 mètres. - Médaillée d'argent de la vitesse individuelle. - Santa Marta 2017 - Médaillée d'argent du 500 mètres. - Médaillée d'argent du keirin. - Médaillée d'argent de la vitesse individuelle. | - Cali 2008 - Médaillée d'or du keirin des XVIII Juegos Deportivos Nacionales. - Barranquilla 2009 - Médaillée d'or du 500 mètres. - Médaillée d'or de la vitesse individuelle. - Médaillée d'or de la vitesse par équipes (avec Maritza Ceballos). - Medellín 2010 - Médaillée d'or du 500 mètres. - Médaillée d'or du keirin. - Médaillée d'or de la vitesse individuelle. - Médaillée d'or de la vitesse par équipes (avec Juliana Gaviria). - Médaillée d'or de la poursuite par équipes (avec Elizabeth Agudelo et Andreina Rivera). - Bogota 2011 - Médaillée d'or du keirin. - Médaillée d'or de la vitesse individuelle. - Médaillée d'or de la vitesse par équipes (avec Juliana Gaviria). - Médaillée d'argent du 500 mètres. - Médaillée d'argent de la poursuite par équipes (avec Andreina Rivera et María Luisa Calle). - Medellín 2013 - Médaillée d'or de la vitesse individuelle. - Médaillée d'or de la vitesse par équipes (avec Juliana Gaviria). - Médaillée d'argent du 500 mètres. - Médaillée d'argent du keirin. - Medellín 2014 - Médaillée d'or du keirin. - Médaillée d'or de la vitesse par équipes (avec Juliana Gaviria). - Médaillée d'argent du 500 mètres. - Médaillée d'argent de la vitesse individuelle. - Cali 2015 - Médaillée d'or du keirin. - Médaillée d'or de la vitesse par équipes (avec Juliana Gaviria). - Médaillée de bronze de la vitesse individuelle. - Medellín 2016 - Médaillée de bronze de la vitesse par équipes (avec Camila Guerrero). - Cali 2017 - Médaillée d'or de la vitesse par équipes (avec Camila Guerrero). - Médaillée d'argent du 500 mètres. - Médaillée d'argent de la vitesse individuelle. - Médaillée de bronze du keirin. - Cali 2018 - Médaillée d'argent du 500 mètres. - Médaillée d'argent du keirin. - Médaillée d'argent de la vitesse individuelle. - Médaillée d'argent de la vitesse par équipes (avec Camila Guerrero). - Cali 2019 - Médaillée d'argent du 500 mètres. - Médaillée d'argent de la vitesse individuelle. - Médaillée d'argent de la vitesse par équipes (avec Camila Guerrero). - Médaillée de bronze du keirin. - Juegos Nacionales Cali 2019 - Médaillée de bronze du 500 mètres des XXI Juegos Deportivos Nacionales. |